# Campeonato Nacional de Rodeo de 1998
El Campeonato Nacional de Rodeo de 1998 se disputó en Rancagua entre el 27 y el 29 de marzo de 1998 y fue la celebración de la versión 50.ª del Campeonato más importante del rodeo chileno, deporte nacional de Chile.
El campeonato comenzó con un homenaje a los primeros campeones de Chile, Ernesto Santos y José Gutiérrez, quienes, después de cincuenta años, volvieron a desfilar por la medialuna, con una gran ovación por parte del público asistente.
Los rodeos clasificatorios para acceder al campeonato nacional se disputaron en las medialunas de Osorno (clasificatorio sur), San Carlos (clasificatorio norte) y Gil Letelier de Santiago (repechaje).
Los campeones fueron los hermanos José Manuel y Alejandro Pozo montando a "Campo Bueno II" y a "Peumo" y totalizando 35 puntos, esta collera representaba a la Asociación Talca. 1998 fue un muy buen año para los Pozo; en el Clasificatorio Sur de Osorno, obtuvieron el primer lugar con 30 puntos en la Segunda Serie Libre A, montando a "Campo Bueno II" y "Peumo", y en el Clasificatorio Centro de San Carlos, ganaron la Serie Mixta-Criaderos en "Concho" y "Codicioso", con ambas colleras disputaron la final.
Lograron clasificar entonces al "Champion de Chile". En la Serie de Campeones los Pozo no empezaron con una gran carrera, sólo cinco puntos, pero le sumaron nueve en la segunda, once en la tercera y remataron con diez en el cuarto toro, empatando a treinta y cinco puntos con el Criadero Santa Isabel, representado por los jinetes Eduardo Tamayo y Juan Carlos Loaiza, en "Estirpe" y "Escoria".
En un vibrante desempate, se impusieron con una carrera de once puntos, sobre cuatro de sus competidores, y ganaron el Campeonato Nacional. En el respectivo Cuadro de Honor del Rodeo, el "Campo Bueno II" y el "Peumo" ocuparon el primer lugar en las categorías de potros y caballos, respectivamente. Los jinetes también lograron los primeros lugares en el ranking de jinetes: José Manuel figura como número uno, escoltado por su hermano Alejandro, en el segundo puesto.
El sello de raza (premio que distingue al caballo que presenta la mayor pureza racial), lo obtuvo la yegua "Negra Linda" que fue montada por Pablo Diez González y la final del movimiento de la rienda fue ganada por Alfonso Navarro en "Villano" con 49 puntos y representando al Criadero Santa Elba y la Asociación Curicó.

## Resultados

### Serie de campeones
| Cuarto Animal 1998 | Cuarto Animal 1998                         | Cuarto Animal 1998                   | Cuarto Animal 1998 | Cuarto Animal 1998 |
| ------------------ | ------------------------------------------ | ------------------------------------ | ------------------ | ------------------ |
| Lugar              | Jinetes                                    | Caballos                             | Asociación         | Puntaje            |
| 1º                 | José Manuel Pozo y Alejandro Pozo          | "Campo Bueno II" y "Peumo"           | Talca              | 35+11              |
| 2º                 | Eduardo Tamayo y Juan Carlos Loaiza        | "Estirpe" y "Escoria"                | Valdivia           | 35+4               |
| 3º                 | Eugenio Navarrete y Luis Huenchul          | "Ganchito Espectacular" y "Venenoso" | Valdivia           | 30                 |
| 4º                 | Alejandro Loaiza y Óscar Bustamante        | "Carioca" y "Fiestera"               | Talca              | 28                 |
| 5º                 | Ricardo de la Fuente y Luis Eduardo Cortés | "Escaramuza" y "Armonía"             | Valdivia           | 27                 |
| 6º                 | Alberto Cardemil y Alfonso Navarro         | "Buscada" y "Cureña"                 | Curicó             | 27                 |

### Serie Mixta-Criaderos
- 1.º Lugar: Emiliano Ruiz y Eduardo Salas en "Oro Puro" y "Cutufa en Fiesta" (Santiago), 31 puntos.[5]
- 2.º Lugar: Vicente Yáñez y Alberto Yáñez en "Ladino" y "Júbilo" (O'Higgins), 30 puntos.
- 3.º Lugar: José Astaburuaga y Mario Tamayo en "Sausalita" y "Guinda" (Biobío), 25 puntos.

### Serie Caballos
- 1.º Lugar: Fernando Navarro y Alfonso Navarro en "Acomodazo" y "Chispazo" (Curicó), 30 puntos.[6]
- 2.º Lugar: Luis Cortés y Alberto Tamayo en "Escogido" y "Especial" (Valdivia), 27 puntos.
- 3.º Lugar: Gabriel González y José Meier en "Cacique" y "Callejero" (Cautín), 23 puntos.

### Serie Yeguas
- 1.º Lugar: Alberto Cardemil y Alfonso Navarro en "Buscada" y "Cureña" (Curicó), 34 puntos.[7]
- 2.º Lugar: Ricardo de la Fuente y Luis Cortés en "Escaramuza" y "Armonía" (Valdivia), 33 puntos.
- 3.º Lugar: Eduardo Tamayo y Juan Loaiza en "Escandalosa" y "Esbelta" (Valdivia), 30 puntos.

### Serie Potros
- 1.º Lugar: José Astaburuaga y Mario Tamayo en "Canteado" y "Pretal" (Biobío), 27 puntos.[8]
- 2.º Lugar: José Pino y Marcelo Pino en "Ambicionero" y "Bellacazo" (Curicó), 21 puntos.
- 3.º Lugar: Eugenio Navarrete y Luis Huenchul en "Ganchito" y "Venenoso" (Valdivia), 18 puntos.

### Primera Serie Libre A
- 1.º Lugar: Eduardo Tamayo y Luis Cortés en "Escritor" y "Acero" (Valdivia), 35 puntos.[9]
- 2.º Lugar: Eduardo Tamayo y Juan Loaiza en "Escorpión" y "Es Cosa" (Valdivia), 34 puntos.
- 3.º Lugar: Joaquín Grob y Camilo Padilla en "Bonete" y "Barrilete" (Valdivia), 32 puntos.
- 4.º Lugar: John San Martín y Sergio Carrasco en "Chucao" y "Estero" (Melipilla), 28 puntos.
- 5.º Lugar: Fernando Navarro y Alfonso Navarro en "Vizcacha" y "Filtrado" (Curicó), 27 puntos.

### Primera Serie Libre B
- 1.º Lugar: René Guzmán y Felipe Guzmán en "Don Juan" y "Don Antonio II" (Malleco), 31 puntos.[10]
- 2.º Lugar: Pedro González y Ricardo González y  en "Descanso" y "Gavilán" (Talca), 31 puntos.
- 3.º Lugar: Gonzalo Vial y Juan Cardemil en "Latigazo" y "Contento" (O'Higgins), 29 puntos.
- 4.º Lugar: Mario Valencia y Cristian Ramírez en "Estropajo" y "Huachaco" (Valparaíso y Quillota), 28 puntos.
- 5.º Lugar: Eduardo Tamayo y Juan Loaiza en "Estirpe" y "Escoria" (Valdivia), 28 puntos.

### Segunda Serie Libre A
- 1.º Lugar: José Pozo y Alejandro Pozo en "Concho" y "Codicioso" (Talca), 29 puntos.[11]
- 2.º Lugar: Pedro Galaz y Jack Muñoz en "Quintrala" y "Rastrero" (Curicó), 24 puntos.
- 3.º Lugar: Rafael Diez y Pedro Vergara en "Reservada" y "Esa Negra" (O'Higgins), 24 puntos.
- 4.º Lugar: Luis Pérez y Luis Ellwanger en "Satanás" y "Esquinero" (Osorno), 21 puntos.

### Segunda Serie Libre B
- 1.º Lugar: Rolando Varela y Francisco Parada en "Remezón" y "Abusadora" (Cordillera), 31 puntos.[12]
- 2.º Lugar: José Pozo y Alejandro Pozo en "Campo Bueno II" y "Peumo" (Talca), 29 puntos.
- 3.º Lugar: Luis Ramos y Marcelo Rivas en "Ricachón" y "Chamullento" (Malleco), 25 puntos.
- 4.º Lugar: Alfredo Moreno y Óscar Bustamante en "Carioca" y "Fiestera" (Talca), 24 puntos.

### Tercera Serie Libre
- 1.º Lugar: Marcelo Guzmán y Pablo Reyes en "Majadero" y "Asteco" (Biobío), 31 puntos.[13]
- 2.º Lugar: René Guzmán y Felipe Guzmán en "Pariente" y "Escabeche" (Malleco), 31 puntos.
- 3.º Lugar: Jack Muñoz y Pedro Galaz en "Cabo de Hornos" y "Guindalero" (Curicó), 28 puntos.
- 4.º Lugar: Galo Bustos y Juan Mundaca en "Bandurria" y "Buenazo" (Ñuble), 27 puntos.
- 5.º Lugar: Luis Ramos y Marcelo Rivas en "Chaparrita" y "Negra Linda" (Malleco), 27 puntos.
- 6.º Lugar: Gonzalo Vial y Juan Cardemil en "Lutún" y "Juguetón" (O'Higgins), 27 puntos.

## Clasificatorios
- Osorno: Fernando Navarro y Alfonso Navarro en "Vizcacha" y "Filtrado" (Curicó), 30 puntos.
- San Carlos: Leonardo García y Eugenio Mendoza en "Estandarte" y "Naquevenque" (Cautín), 38 puntos.
- Santiago: Pedro González y Ricardo González en "Descanso" y "Gavilán" (Talca), 27 puntos.

## Cuadro de honor temporada 1997-1998

### Jinetes
- 1.º José Manuel Pozo[14]
- 2.º Alejandro Pozo
- 3.º Juan Carlos Loaiza
- 4.º Luis Eduardo Cortés
- 5.º Eduardo Tamayo
- 6.º Eugenio Navarrete
- 7.º Alfonso Navarro
- 8.º Luis Huenchul
- 9.º Óscar Bustamante
- 10.º Alberto Cardemil

### Caballos
- 1.º Peumo
- 2.º Escogido
- 3.º Caballero
- 4.º Codicioso
- 5.º Cacique
- 6.º Cabo de Hornos
- 7.º Especial
- 8.º Guindalero
- 9.º Huachaco
- 10.º Acomodado

### Yeguas
- 1.º Buscada
- 2.º Escoria
- 3.º Estirpe
- 4.º Armonía
- 5.º Carioca
- 6.º Abusadora
- 7.º Fiestera
- 8.º Cureña
- 9.º Escarmuza
- 10.º Bandurria

### Potros
- 1.º Campo Bueno II
- 2.º Ganchito Espectacular
- 3.º Venenoso
- 4.º Canteado
- 5.º Remezón
- 6.º Don Antonio II
- 7.º Acero
- 8.º El Concho
- 9.º Buenazo
- 10.º Filtrado